# Sieny Kattenburg
Schoontje (Sieny) Kattenburg (Amsterdam, 19 maart 1924 – aldaar, 8 februari 2019) was een Nederlandse kinderverzorgster en verzetsvrouw die tijdens de Tweede Wereldoorlog Joodse kinderen heeft weggesmokkeld uit de crèche tegenover de Hollandse Schouwburg in Amsterdam.

## Jeugd en opleiding
Sieny Kattenburg werd geboren op 19 maart 1924 in de Nieuwe Hoogstraat in Amsterdam. Ze was de tweede dochter van schoenenverkoper Jonas Kattenburg en zijn echtgenote Bertha Rueff. Het echtpaar had nog een oudere dochter Jetty en de benjamin van de familie Kattenburg-Rueff was Leo.
Kattenburg volgde een opleiding voor kinderverzorgster op de Amsterdamsche Huishoudschool, gevestigd aan het Zandpad bij het Vondelpark. Ze raakte bevriend met Betty Oudkerk die dezelfde opleiding deed. Na een door de anti-Joodse-maatregelen versnelde diplomering in juli 1941, werd Kattenburg aangenomen als leerling-verzorgster in het kinderhuis van Henriëtte Pimentel aan de Plantage Middenlaan, samen met Betty Oudkerk en nog vijf Joodse meisjes. Directrice Pimentel zat om personeel verlegen omdat zij haar niet-Joodse leidsters moest laten gaan. Voluit heette ‘het kinderhuis’: Vereeniging Zuigelingen Inrichting en Kinderhuis, in de wandeling genoemd ‘de Crèche’. De leerling-verzorgsters kregen hier een interne opleiding in de avonduren.

## Oorlogsjaren
Tijdens de Tweede Wereldoorlog werden vanaf oktober 1942 in de crèche Joodse kinderen van 0 tot 13 jaar ondergebracht, in afwachting van hun deportatie. De van oorsprong 60 crècheplaatsen werden bezet door een dubbel aantal kinderen. Hun ouders verbleven gedwongen in de Hollandse Schouwburg aan de overkant.
Kattenburg benaderde daar op verzoek van haar directrice Pimentel ouders of zij toestemming gaven om hun kind(eren) te laten onderduiken. Walter Süskind, die de leiding had in de Schouwburg, Henriëtte Pimentel, verzorgsters Sieny Kattenburg, Betty Oudkerk, Fanny Philips en Johan van Hulst (directeur van de Hervormde Kweekschool) zaten in het complot. Het wegsluizen van Joodse kinderen naar onderduikadressen werd uitgevoerd door de NV-groep van Joop Woortman, de Trouwgroep, het Utrechts Kindercomité en de Amsterdamse Studenten Groep (ASG) van Piet Meerburg en Wouter van Zeytveld en hun koeriersters Tineke Haak, Hansje van Loghem, Iet van Dijk, Gisela Söhnlein, Mieke Mees en Alice Brunner.
Al vanaf zomer 1942 werkte de ASG voor het laten onderduiken van Joodse kinderen nauw samen met het Utrechts Kindercomité. Gisela Söhnlein was tot haar arrestatie in 1943 de contactpersoon met Utrecht. De eerste stop voor de onderduikertjes was meestal Kindjeshaven, de Utrechtse crèche van Trui van Lier en Jet Berdenis van Berlekom. Na verraad in 'het Utrechtse' bouwde de ASG eigen netwerken op in Friesland en Limburg. Dan begon het systematisch wegsmokkelen van Joodse kinderen uit de crèche tegenover de Hollandse Schouwburg.
In deze oorlogsomstandigheden leerde Kattenburg haar echtgenoot Harry Cohen kennen. Hij kwam regelmatig in de Hollandse Schouwburg als fietskoerier voor de Joodse Raad. Vanuit kamp Westerbork gaven Sieny’s ouders hun minderjarige dochter toestemming om met Harry te trouwen. Het huwelijk vond plaats in Amsterdam op 28 juni 1943 in het gebouw van de Joodse Gemeente aan Plantage Parklaan. Door haar huwelijk kreeg Sieny een Sperre van de Joodse Raad en een Ausnahmebescheiniging van de Zentralstelle für jüdische Auswanderung. Daardoor was ze voorlopig vrijgesteld van transport. Sieny en Harry bewoonden een kamertje op de zolderverdieping van de crèche.
Op 23 juli 1943 ontruimde de nazi-bezetter de crèche. De 70 kinderen die er op dat moment verbleven, 36 verzorgsters, Henriette Pimentel en haar adjunct Rebecca Boas werden afgevoerd naar Westerbork en aansluitend vermoord in Auschwitz. Ook Sieny Kattenburg en Virrie Cohen werden meegenomen, maar diezelfde avond vrijgelaten. Virrie Cohen nam het directeurschap waar. De crèche zat overvol. Het wegsmokkelen van kinderen ging door tot op 29 september 1943 de crèche definitief werd gesloten. Sieny en Harry doken onder in de Haarlemmermeerpolder.
Samen met haar collega’s zou Sieny Kattenburg ruim 600 Joodse kinderen van vernietiging redden.

## Na de oorlog
Het echtpaar Cohen-Kattenburg overleefde de Sjoa, net als Sieny’s zus Jetty Kattenburg. Sieny’s ouders, haar broertje Leo en veel familieleden werden vermoord. Na de oorlog stichtten Sieny en Harry een gezin. Ze woonden in New York en Mexico, kwamen terug naar Nederland en vestigden zich in Amsterdam Buitenveldert.
Sieny Cohen-Kattenburg ging haar oorlogsverhaal vertellen in lezingen. Harry stond haar bij en vulde aan met zijn eigen ervaringen. In interviews vertelde Sieny dat ze zich haar hele leven bleef afvragen of ze niet meer kinderen had kunnen wegsmokkelen.
In de zomer van 2018 vierden Sieny en Harry hun 75-jarig huwelijksfeest. Het jaar daarop, in de nacht van 7 op 8 februari, overleed Sieny Cohen-Kattenburg in Amsterdam op bijna 95-jarige leeftijd. Haar echtgenoot overleed een half jaar later.
- Nederlandse Thesaurus van Auteursnamen: 420641688
- Virtual International Authority File: 1324154381030130291634